# Polygordius madrasensis
Polygordius madrasensis är en ringmaskart som beskrevs av Aiyar och Alikuhni 1944. Polygordius madrasensis ingår i släktet Polygordius och familjen Polygordiidae. Inga underarter finns listade i Catalogue of Life.